# Giovanni Vergoni
Giovanni Vergoni (in latino Johannes de Vergonis; ... – 1348) è stato vescovo di Sutri dal 1342 al 1348.

## Biografia
Giovanni Vergoni, appartenente all'Ordine degli eremitani di Sant'Agostino, fu nominato da papa Clemente VI vescovo di Sutri il 19 luglio 1342, a causa della vacanza della sede sutrina per la morte dell'omonimo vescovo Giovanni V, suo predecessore. Il suo episcopato durò all'incirca 6 anni, probabilmente trascorsi quasi sempre ad Avignone, dove si trovava il papa e la Curia romana. Morì apud Sedem Apostolicam nel 1348. Il 23 luglio di quell'anno Clemente VI chiamò a succedergli il domenicano Ugolino da Pietralunga.
La Biblioteca nazionale di Francia conserva un manoscritto, redatto ad Avignone da Giovanni vescovo di Sutri nel mese di aprile del 1346 e intitolato Articuli contra errores Armenorum. Giovanni era stato incaricato dal papa di presiedere una commissione di teologi con il compito di tradurre e analizzare gli atti del concilio di Sis del 1345, durante il quale la Chiesa apostolica armena chiedeva la piena comunione con il vescovo di Roma. La richiesta degli armeni era appoggiata da fra' Daniele, vicario dei Frati minori di Armenia e futuro arcivescovo titolare di Bosra. Il lavoro della commissione sfociò nel manoscritto di Giovanni Vergoni, che riconobbe negli atti del concilio armeno una serie di tesi teologiche e dogmatiche non consone con la teologia cattolica. Il vescovo di Sutri avrebbe dovuto fare parte dell'ambasciata che doveva portare in Armenia il manoscritto e le risposte del papa alle richieste armene. Ma l'opposizione di fra' Daniele impedì la partenza di Giovanni Vergoni.